# Lasiobelonium
Lasiobelonium Ellis & Everh. – rodzaj grzybów z rodziny Lachnaceae.

## Systematyka i nazewnictwo
Pozycja w klasyfikacji według Index Fungorum
Solenopeziaceae, Helotiales, Leotiomycetidae, Leotiomycetes, Pezizomycotina, Ascomycota, Fungi.
Takson ten podali Job Bicknell Ellis i Benjamin Matlack Everhart w 1897 r. Synonim: Sponheimeria Kirschst. 1941.
Gatunki wstępujące w Polsce
- Lasiobelonium nidulus (J.C. Schmidt & Kunze) Spooner 1987

Nazwy naukowe na podstawie Index Fungorum. Występowanie w Polsce podała M.A. Chmiel